# Romain Amalfitano
Romain Amalfitano (Nizza, 27 agosto 1989) è un calciatore francese, centrocampista svincolato.

## Biografia
Romain Amalfitano è fratello di Morgan, anch'egli calciatore, ormai ritirato. Il padre Roger è stato a sua volta calciatore a cavallo tra gli anni settanta e ottanta.

## Carriera

### Club
Romain inizia la sua carriera da calciatore nel 2003, quando viene acquistato dallo Châteauroux per militare nelle varie divisioni giovanili del club. Sei anni più tardi viene acquistato dall'Evian, club militante nella Championnat National in quella stagione: debutta in prima squadra il 7 agosto 2009 in occasione del match di campionato con il Cassis. Pochi giorni più tardi, esattamente il 28 agosto, ottiene la sua prima ammonizione in carriera durante una partita di campionato. Il 19 settembre realizza la sua prima rete in carriera, in occasione della partita di campionato con il Hyères. Conclude la sua prima stagione, tra i professionisti, con 22 partite giocate e 3 gol segnati nell'intero campionato.
Durante la sessione estiva del calciomercato edizione 2010, Romain viene acquistato dallo Stade de Reims per militare in Ligue 2. Debutta con la sua nuova squadra il 6 agosto durante il match con il Laval. La sua prima rete in Ligue 2 la realizza il 15 gennaio 2011, durante la partita di campionato giocata con il Le Mans.
Il 1º agosto 2014 viene riscattato dal Digione firmando un contratto triennale.

## Palmarès

### Club

#### Competizioni nazionali
- Championnat National: 1

Evian: 2009-2010
- Coppa del Re dei Campioni: 1

Al Faisaly: 2020-2021